# Nyskolastik
Nyskolastik är en term inom filosofin som syftar på återupplivandet av den medeltida skolastiken under senare delen av 1800-talet.
Genom påve Leo XIII:s encyklika Aeterni Patris 1879 gjordes Thomas av Aquinos läror och doktriner till huvudobjekt för alla studier i katolska skolor och seminarier. Samtidigt förkastades modern filosofi och teologi. Nyskolastiken handlar dock inte bara om nythomism utan även om ett förnyat intresse för Bonaventuras och Duns Scotus filosofiska tänkande.
De tyska teologerna Joseph Kleutgen och Matthias Joseph Scheeben lämnade bestående bidrag till nyskolastikens utveckling.